# 阜石路
39°55′24″N 116°13′02″E / 39.92345°N 116.21724°E
阜石路是位于中国北京市石景山区、海淀区的一条交通干道。

## 简介

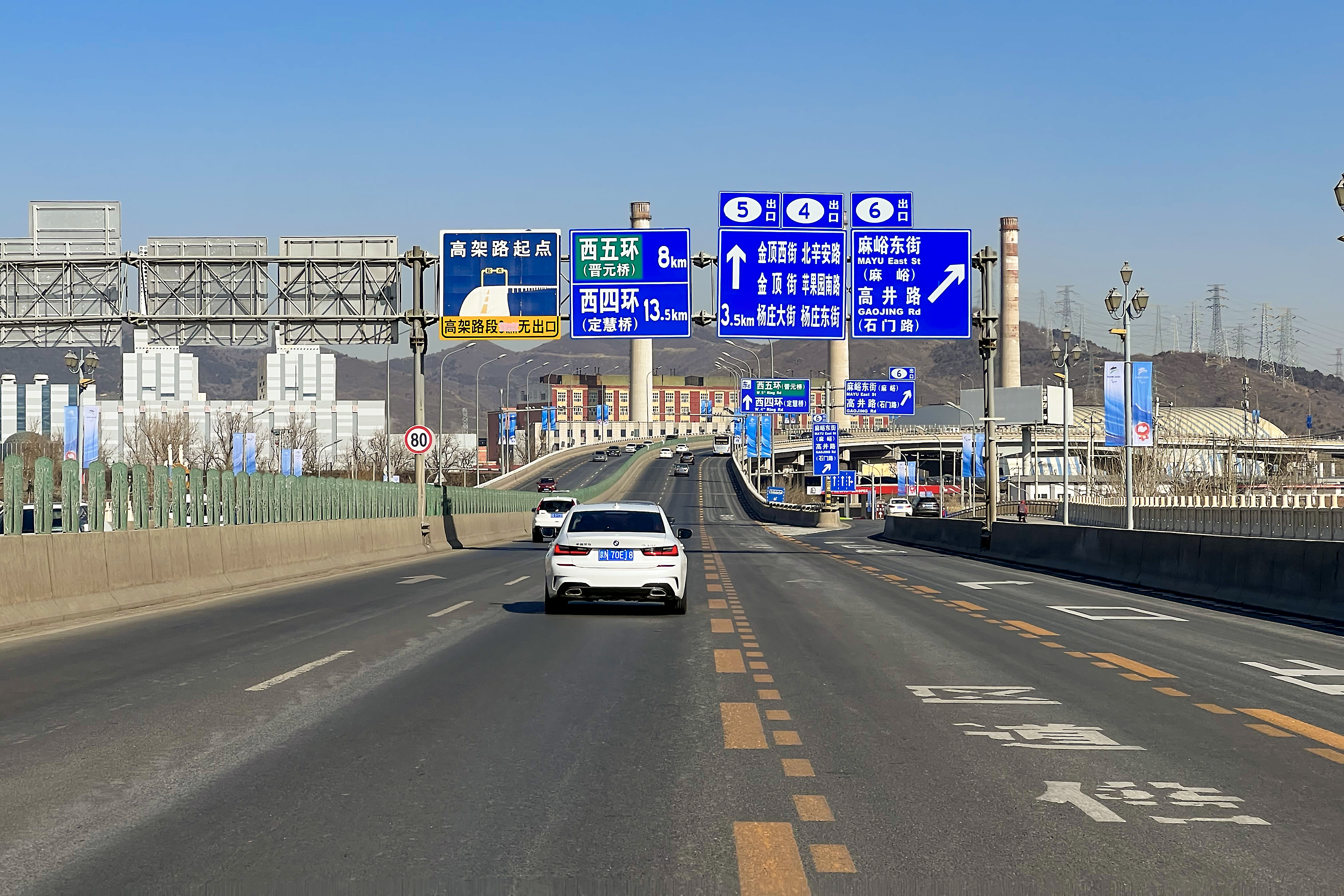
位于麻峪的阜石路高架路起点

阜石路东起西四环定慧桥，西到石景山区苹果园南路。阜石路于1994年建成通车，全长12.4公里，设有1座跨河桥，是北京市东西走向的主要城市道路之一。
2008年，阜石路一期高架桥建成通车，东起西四环定慧桥，西到西五环晋元桥。全程无出口，是全封闭的连续高架桥，主路设有三上三下机动车道，其中一条为快速公交车道。此为北京市第一座无出口快速高架桥。
2010年，阜石路二期高架桥建成通车，东起西五环晋元桥，西到西六环外双峪路口，全长9.6公里。主路设有三上三下机动车道，其中一条为快速公交车道。
2012年，利用快速公交车道开通了北京快速公交4号线。